# I sette corvi

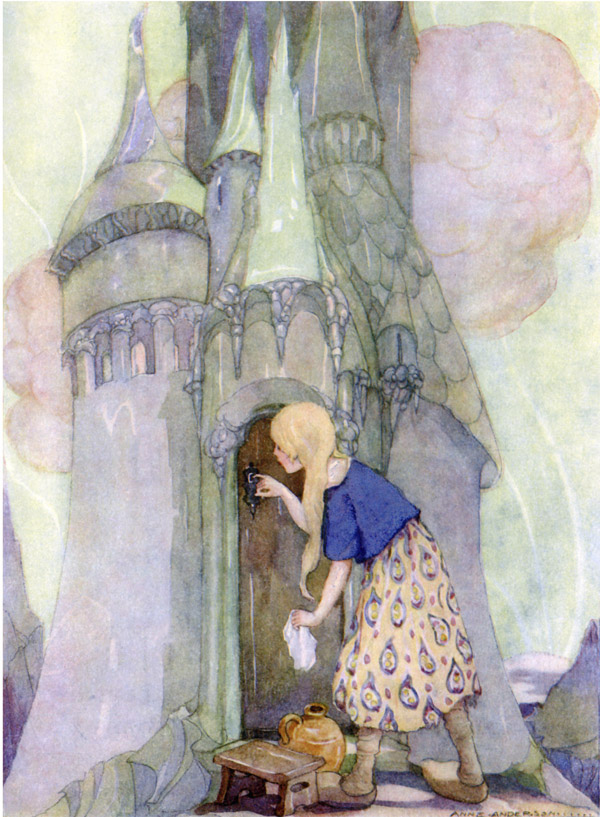
La fanciulla entra nella montagna di cristallo. Illustrazione di Anne Anderson.

I sette corvi (in tedesco: Die sieben Raben) è una fiaba popolare tedesca pubblicata dai Fratelli Grimm nella loro raccolta Le fiabe del focolare (Kinder- und Hausmärchen, 1812-1815), nella quale occupa il numero 25. Diverse varianti della fiaba sono rintracciabili in tutta Europa.

## Trama
I sette figli di un contadino vengono trasformati accidentalmente in corvi dopo un'imprecazione del padre, durante il battesimo dell’unica figlia femmina. Non vedendoli tornare con l'acqua per il battesimo, il contadino aveva pronunciato ad alta voce il desiderio che diventassero corvi. Anni dopo la fanciulla si mette in cerca dei fratelli. Chiede informazioni prima al sole e poi alla luna, ma entrambi minacciano di mangiarla. Arrivata dalle stelle, queste la aiutano, donandole un ossicino che le servirà per accedere alla dimora dei suoi fratelli. Arrivata alla montagna di vetro in cui vivono i suoi fratelli, scopre di aver perso l'osso e si taglia un dito che usa come chiave per entrarvi. La ragazza viene accolta da un nano e dopo essersi rifocillata, lascia cadere il suo anello in uno dei bicchieri dei suoi fratelli. I corvi fanno il loro ritorno e trovano l'anello, la ragazza salta fuori e riabbraccia i fratelli che ritornano umani.

## Classificazione
Nel sistema di classificazione Aarne-Thompson la fiaba appartiene al tipo 451 The Maiden Who Seeks Her Brothers, di cui fanno parte anche I sei cigni, I dodici fratelli, I cigni selvatici, Le dodici oche selvatiche e Udea e i suoi sette fratelli.

## Origini

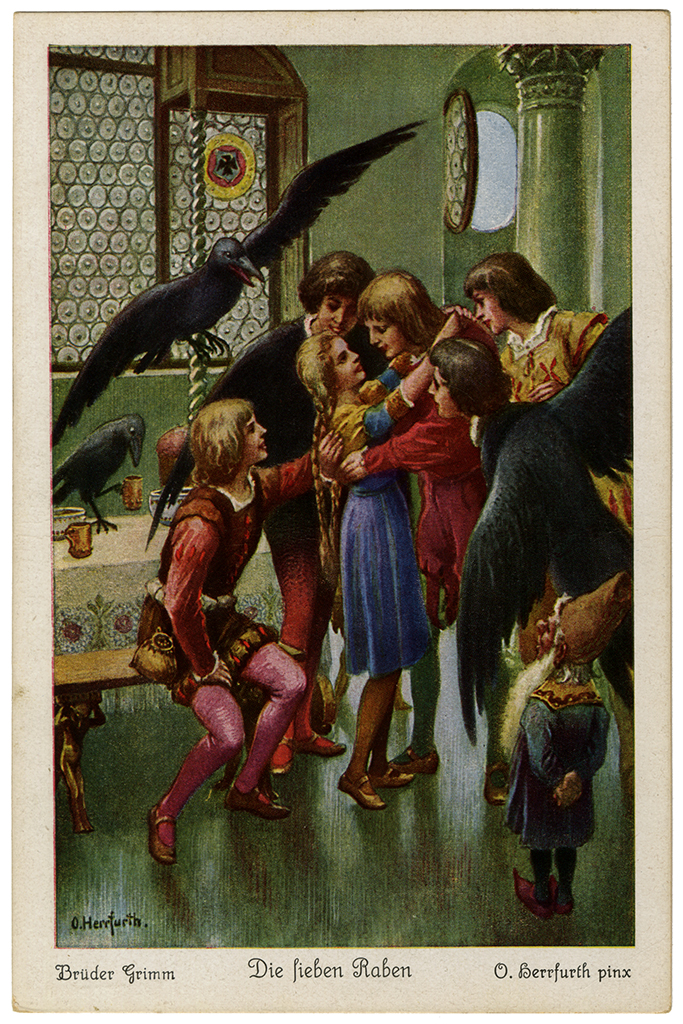
I fratelli tornano umani. Cartolina postale illustrata da Oskar Herrfurth.

I Fratelli Grimm pubblicarono la fiaba per la prima volta nel 1812 con il titolo "I tre corvi" (Die drei Raben). La storia venne nuovamente inclusa nella riedizione del 1819 con il titolo attuale e con diverse modifiche. La fonte principale dei Grimm fu la famiglia Hassenpflug. Secondo Jack Zipes la fiaba ha origine in un periodo e in luogo in cui molti uomini venivano arruolati come soldati dai re o utilizzati come mercenari. Di conseguenza, i capifamiglia sceglievano le figlie femmine come proprie eredi, esercitando un maggior controllo su di loro e sui loro matrimoni. La fiaba sarebbe perciò da interpretare come un desiderio da parte della donna del ritorno dei fratelli, in modo da essere liberata dall'oppressione paterna.

## Varianti
Il tema della fanciulla che deve salvare i propri fratelli trasformati in uccelli è presente in numerose fiabe, come: I sei cigni e I dodici fratelli degli stessi Grimm, I cigni selvatici di Hans Christian Andersen e Le dodici oche selvatiche di Peter Christen Asbjørnsen e Jørgen Moe. Una variante de I sette corvi è stata pubblicata con alcune modifiche da Ludwig Bechstein. Anche la ceca Božena Němcová, pubblicò una fiaba omonima, che nella seconda parte della storia rispecchia maggiormente I sei cigni.

## Adattamenti
- Die sieben Raben (1937), film d'animazione tedesco in stop motion di Ferdinand e Hermann Diehl, che nella seconda parte della storia si ricollega a I sei cigni.
- Die sieben Raben (1970), cortometraggio d'animazione tedesco di Christl Wiemer.
- Sedmero krkavcu (1993), film ceco di Ludvík Ráza basato sulla variante di Božena Němcová.
- Sedmero krkavců (2015), film ceco-slovacco di Alice Nellis, che mescola elementi della versione dei Grimm e di quella di Němcová.